# 1595
1595 (MDXCV) var ett normalår som började en söndag i den gregorianska kalendern och ett normalår som började en onsdag i den julianska kalendern.

## Händelser

### Januari
- 1 januari – Gustav II Adolf döps.

### Maj
- 18 maj – Fred sluts mellan Sverige och Ryssland i Teusina. Sverige erhåller Narva och Estland bekräftas som svenskt. Gränsen mellan rikena i Finland förskjuts åt öster och Nöteborgstraktaten från 1323 upphör slutligen att gälla som officiellt gränsdokument.

### Juli
- 9–28 juli – En slavrevolt inträffar på São Tomé.[1]

### Oktober
- Oktober – Riksdagen i Söderköping bekräftar hertig Karl som riksföreståndare och förbjuder katolsk gudstjänst i Sverige.

### November
- 22 november – Hertig Karl upplöser Sveriges sista medeltida kloster, Vadstena. Då nunnorna vägrar byta tro drivs de med våld ur klostret, vars skatter övertas av kronan. Nunnorna flyr till Polen.

### Okänt datum
- Willem de Besche invandrar till Sverige från Antwerpen. Han blir byggherre för många svenska byggen och kommer att förnya den svenska bruksnäringen.
- Ett privilegiebrev utfärdas för Uppsala universitet.

## Födda
- 2 februari – Jacob van Campen, nederländsk arkitekt och konstnär.
- 1 maj – Lars Kagg, svensk greve, riksråd och fältmarskalk, riksmarsk 1660–1661.
- 9 juni – Vladislav, son till Sigismund och Anna av Österrike, kung av Polen 1632–1648.
- 27 oktober – Ludovico Ludovisi, italiensk kardinal.
- Francisca Duarte, nederländsk sångerska.

## Avlidna
- 25 april – Torquato Tasso, italiensk diktare.
- 26 maj – Filippo Neri, italiensk katolsk präst, ordensgrundare, helgon (1622).
- 20 juni – hertig Magnus av Östergötland, son till Gustav Vasa och Margareta Eriksdotter (Leijonhufvud).
- 12 november – Sir John Hawkins, engelsk marinofficer och sjöfartspionjär.

### Fotnoter
1. ↑  World Statesmen (läst 3 april 2011)